# Déline
Déline (sprich: De-la-nay) ist eine Siedlung am Ufer des Keith-Arm des Großen Bärensees (Sahtú – „Bärensee“ genannt) in den Nordwest-Territorien Kanadas. Bis 1993 hieß sie Fort Franklin. Der heutige Name bedeutet in der Sprache der North Slavey (Sahtú Dene): „Wo das Wasser fließt“ und bezieht sich auf den Oberlauf des Großen Bärenflusses (engl. Great Bear River, abgel. von Sahtú De – „Bärenfluss“), der zugleich als Abfluss des Keith-Arms (der den Südwesten des Großen Bärensees bildet) in den Mackenzie River bildet. Déline liegt 544 km nordwestlich der Stadt Yellowknife.
Déline hat rund 550 Einwohner, hauptsächlich North Slavey (Sahtugotine oder Bear Lake Dene), die zusammen mit den South Slavey (Deh Cho) die Slavey bilden.
Die Region wurde bekannt, als in der Eldorado-Mine, etwa 250 km von Déline entfernt, Pechblende entdeckt wurde. Während des Zweiten Weltkrieges übernahm die kanadische Regierung das Bergwerk und begann mit der Uranförderung für das damals noch geheime US-Atombombenprogramm. Aus dem damaligen Dorf Fort Franklin wurde 1952 durch den Bau einer Schule eine Dauersiedlung.
Die beim Erztransport beschäftigten Sahtú Dene aus Déline wurden weder über die Gefahren der Radioaktivität, noch über Schutzmaßnahmen informiert. Viele der Männer aus dem Ort starben seit den 1960er Jahren an Krebs.
Unmittelbar nördlich der Gemeinde liegt der örtliche Flughafen (IATA-Flughafencode: YWJ, ICAO-Code: CYWJ, Transport Canada Identifier: -) mit einer 1.199 Meter langen und nur geschotterten Start- und Landebahn. Um den Flughafen der Siedlung unterhalten zu können, sind die Bewohner auf Kerosintransporte über die Eisstraße von Yellowknife angewiesen. In diesem Zusammenhang spielt auch die Serie Ice Road Truckers in dieser Siedlung.
Die öffentliche Schule ist nach dem als Propheten bezeichneten ɂehtsǝ́o Erǝ́ya benannt.
Déline liegt am westlichen Rand des Biosphärenreservates Tsá Tué. Das Biosphärenreservat der UNESCO wurde im Jahr 2016 eingerichtet und umfasst, bei einer Fläche von rund 93.300 km², im Wesentlichen den Großen Bärensee sowie die angrenzenden Landflächen.

## Déline Fishery / Franklin’s Fort
1825 wurde hier ein kleines Fort erbaut. Es diente zwischen 1825 und 1827 dazu ungefähr 50 Menschen von John Franklins zweiter Überlandexpedition als Überwinterungsplatz. Heute sind von dem Fort keine oberirdischen Überreste mehr bekannt. Am 5. Juni 1996 wurde die Stätte als „Déline Fishery / Franklin's Fort National Historic Site of Canada“ zur National Historic Site of Canada erklärt. Das Gebiet wurde zur historischen Stätte erklärt, weil sie zum einen Auskunft über die Beziehung gibt welche sich im 19. Jahrhundert zwischen den Aborigines im Norden und den euro-kanadischen Entdeckern entwickelt hatten, sowie weil sie zum anderen mit der erfolgreichsten Überlandexpedition von John Franklin verbunden ist.

## Weblinks

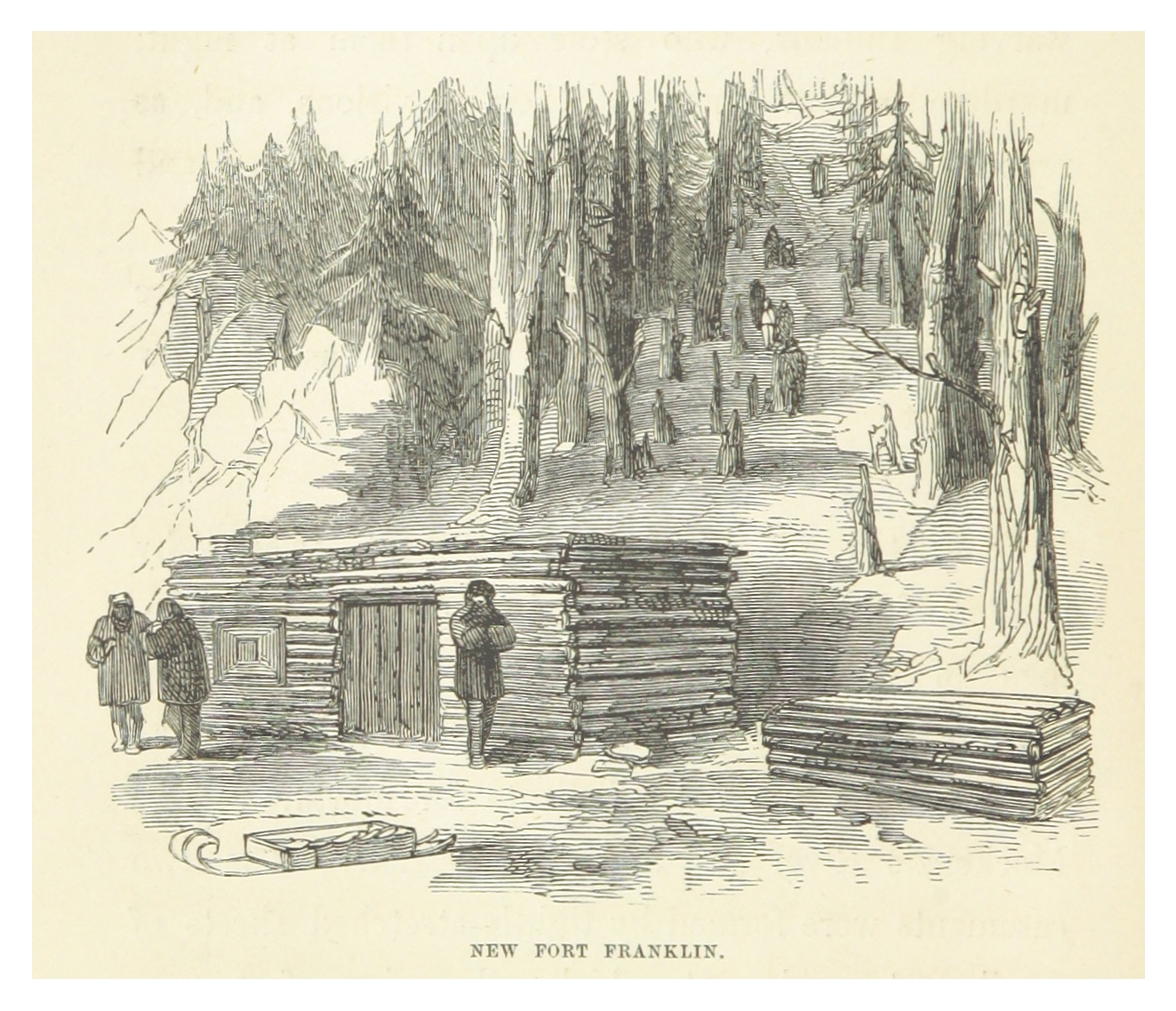
Das bereits erneuerte Blockhaus des späteren Handelspostens Fort Franklin (1850)